# Costa Concordia
Pour les articles homonymes, voir Concordia.
Le Costa Concordia était un paquebot de croisière construit par les chantiers Fincantieri, et affrété par la société italienne Costa Croisières, filiale du groupe américain Carnival Corporation & plc.
Le navire a été inauguré en 2006 et a fait naufrage, se retrouvant couché sur le flanc, le 13 janvier 2012 à proximité de l’île de Giglio , en Italie. Il a eu un impact contre un récif à 21h45 pendant la soirée du capitaine. Le naufrage a causé la perte de 32 personnes.
Le 16 septembre 2013, l'épave du bateau est redressée et le 23 juillet 2014, le paquebot est remorqué en direction de Gênes, où il arrive dans la nuit du 26 au 27 juillet 2014, pour y être démantelé.

## Aménagements intérieurs et divertissements
Le navire comportait 1 500 cabines, dont 505 cabines avec balcon privé, 58 suites avec balcon privé, 55 cabines Samsara (incluant un accès privilégié au spa et aux restaurants Samsara et Club Concordia) et 12 suites Samsara (incluant un accès privilégié au spa et aux restaurants Samsara et Club Concordia).
Il contenait cinq restaurants, treize bars, dont un bar à cognac et à cigares ainsi qu'un bar à café et à chocolat, cinq jacuzzis et quatre piscines. 
Il possédait également un toboggan aquatique, un spa sur deux étages, constitué d'un gymnase, des thermes, d'une infrastructure de thalassothérapie, d'un sauna, d'une salle de soins, d'un bain turc et d'un solarium à UVA. Il était aussi équipé d'un terrain de sport et de diverses animations, un théâtre sur trois étages, un casino, une discothèque, un simulateur de Grand Prix et une salle de jeu vidéo[réf. nécessaire].

## Historique

### Construction

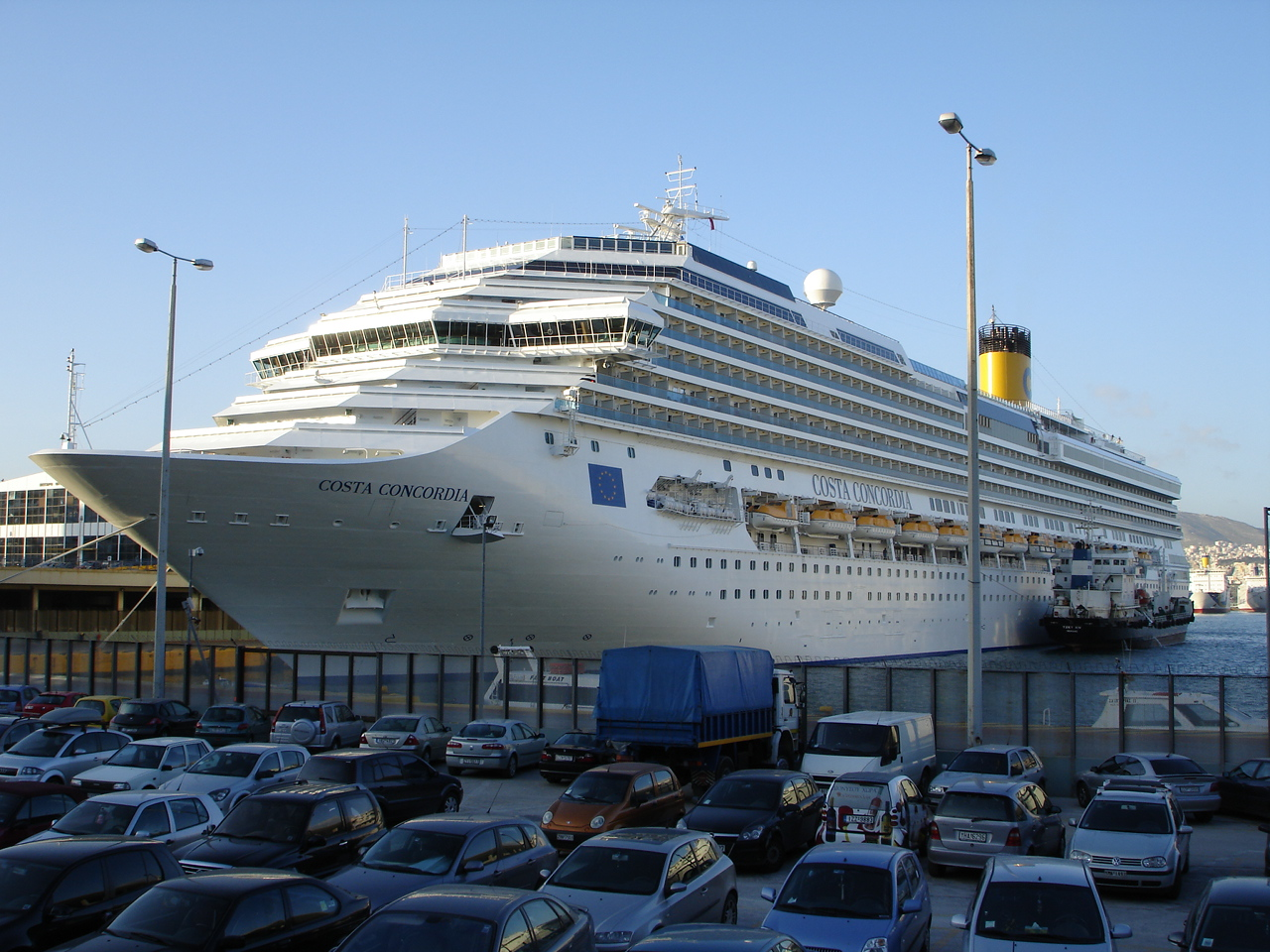
Le Costa Concordia au Pirée en 2006.

Lancé en 2006, le Costa Concordia a été construit par les chantiers Fincantieri de Sestri Ponente, à Gênes (Italie). Il est, à l'époque, le plus gros navire italien jamais construit.
Il était le premier d'une série de six navires similaires construits par Fincantieri : Costa Serena (2007), Carnival Splendor (2008), Costa Pacifica (2009), Costa Favolosa (2010) et Costa Fascinosa (2012). Tous les navires suivants ont subi des modifications après le retour d'expérience du Concordia. Le Costa Pacifica est le navire de la classe avec le plus fort tonnage. Le Costa Favolosa et le Costa Fascinosa ont vu leur plage arrière modifiée (le "mégadome" est retiré sur la piscine arrière et les différents espaces de la plage arrière sont réagencés).

### Baptême
Le Costa Concordia est baptisé le 7 juillet 2006 dans le port de Civitavecchia, dans la province de Rome, par sa marraine Eva Herzigová,. Cette cérémonie est marquée par un incident, signe de mauvais sort pour les marins : la bouteille de champagne lancée sur la coque du navire ne se brise pas.

### Exploitation
Le navire était surnommé « le temple du luxe et des divertissements » de par ses installations et ses nombreuses œuvres d'art.
Le navire avait treize ponts publiques, tous nommés d'après un pays européen :
| - Pont 1 Olanda (Hollande) - Pont 2 Svezia (Suède) - Pont 3 Belgio (Belgique) - Pont 4 Grecia (Grèce) - Pont 5 Italia (Italie) - Pont 6 Gran Bretagna (Grande-Bretagne) - Pont 7 Irlanda (Irlande) | - Pont 8 Portogallo (Portugal) - Pont 9 Francia (France) - Pont 10 Germania (Allemagne) - Pont 11 Spagna (Espagne) - Pont 12 Austria (Autriche) - Pont 14 Polonia (Pologne) |

Le 22 novembre 2008, lors de son entrée dans le port de Palerme, le bâtiment est drossé contre un appontement par une forte mer, ce qui endommage sévèrement son flanc gauche et son étrave.

Dans la nuit du 3 au 4 mai 2011, un passager russe, âgé d'une trentaine d'années, tombe à la mer alors que le navire croise au large de l'île du Levant. Les recherches entreprises par les hélicoptères de la Marine nationale française ne permettent pas de retrouver le naufragé.

Vues intérieures du Concordia
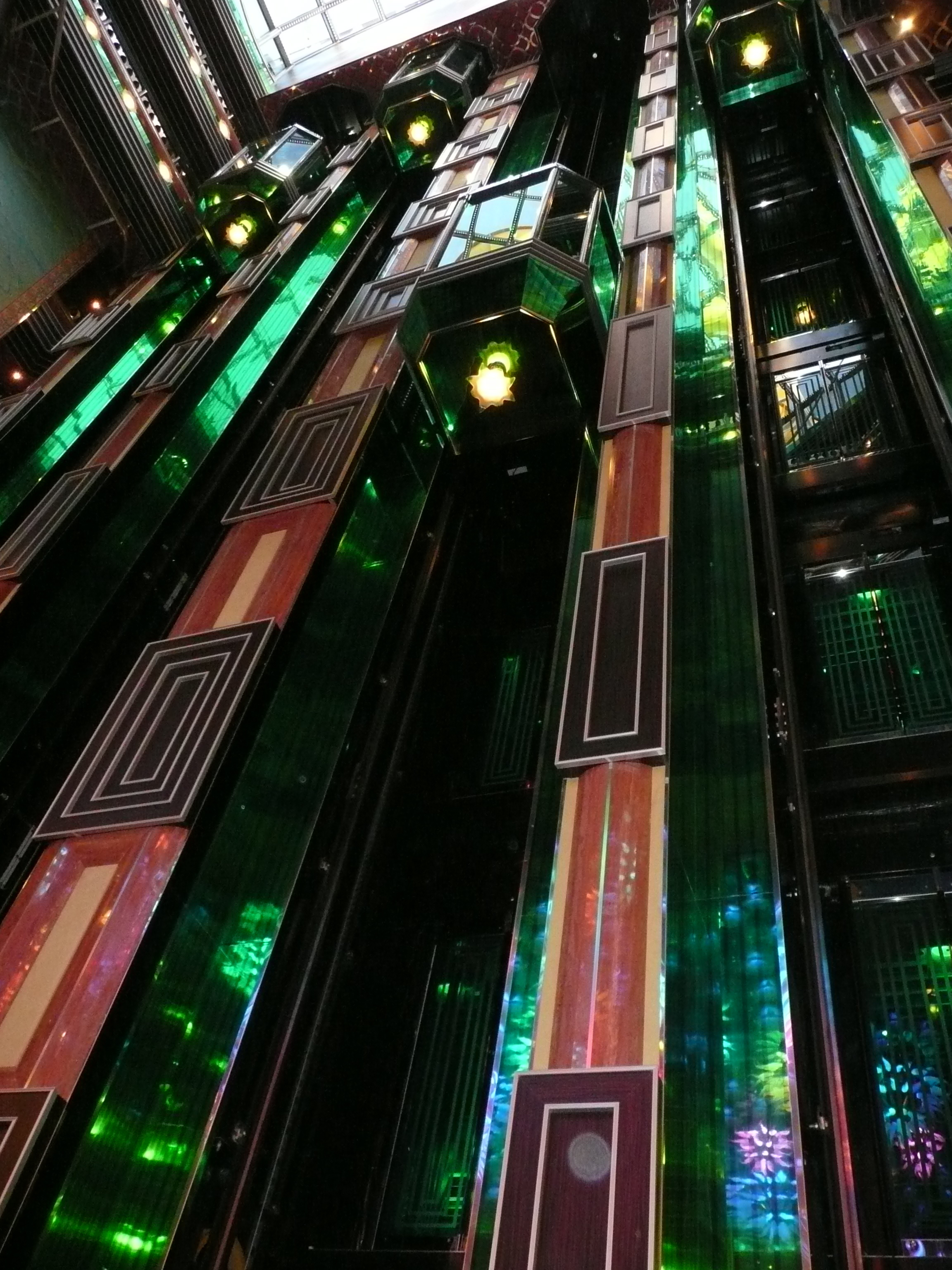
Atrium des ascenseurs
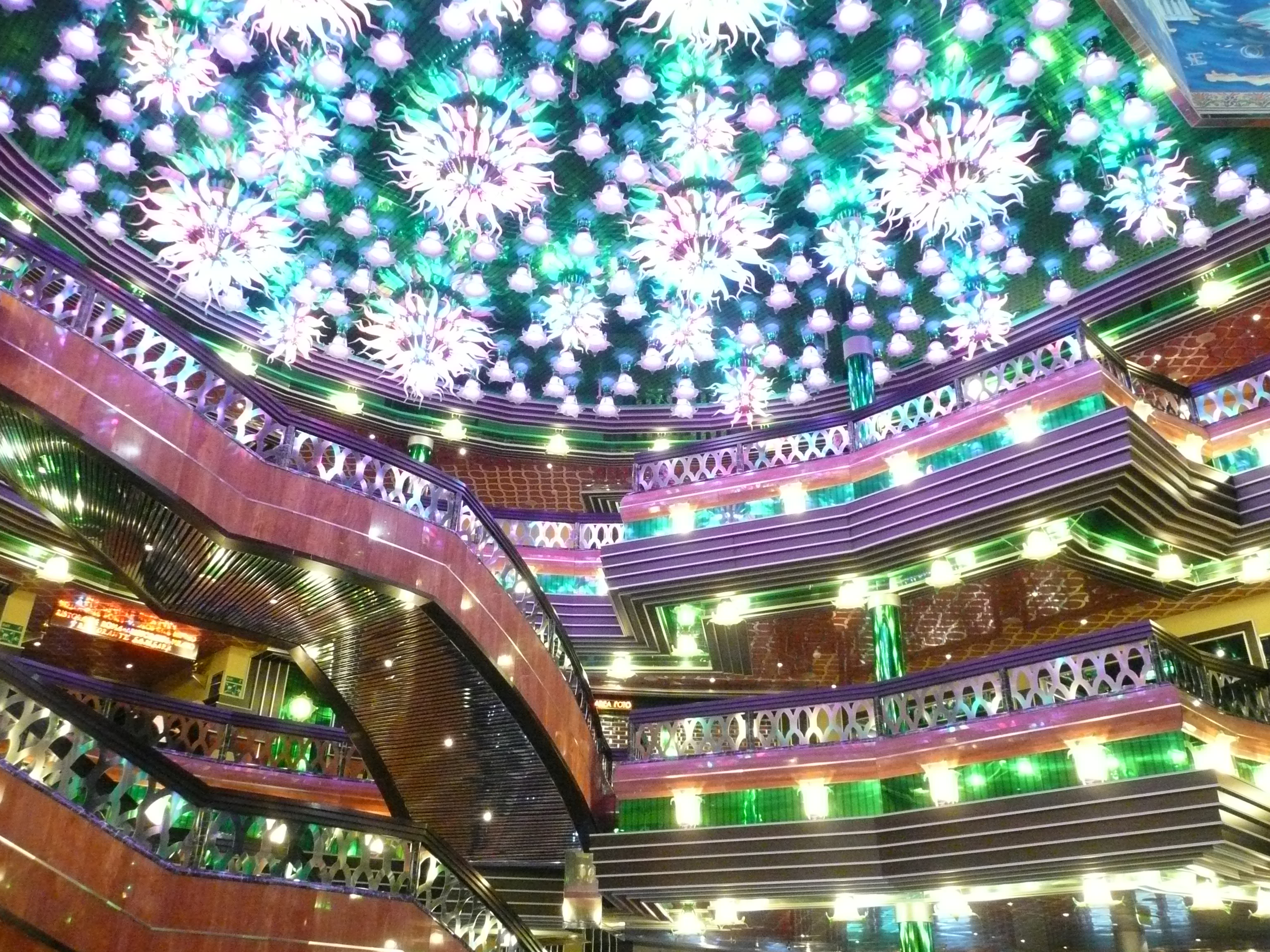
Hall principal
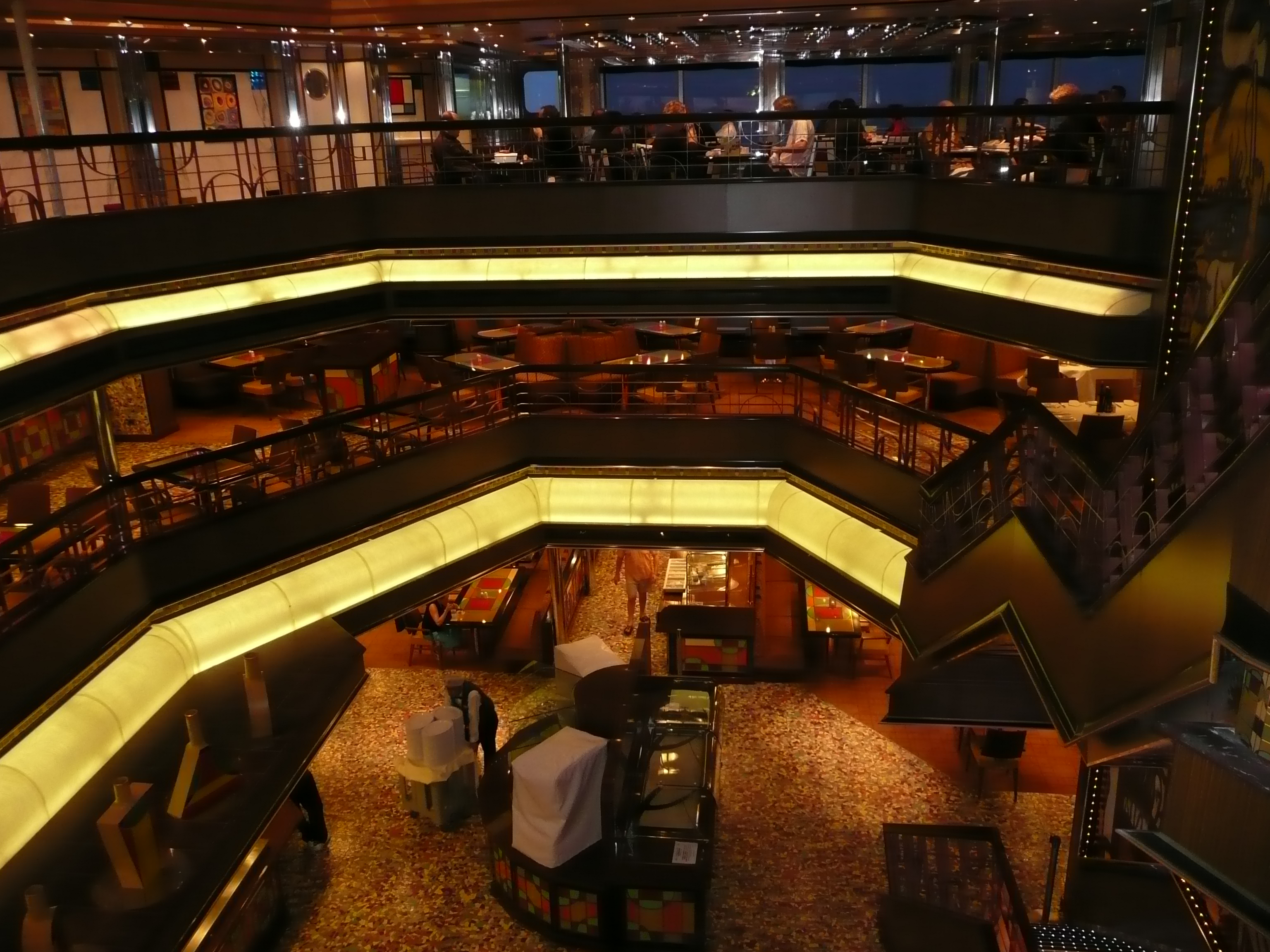
Restaurants à la poupe du paquebot

## Naufrage

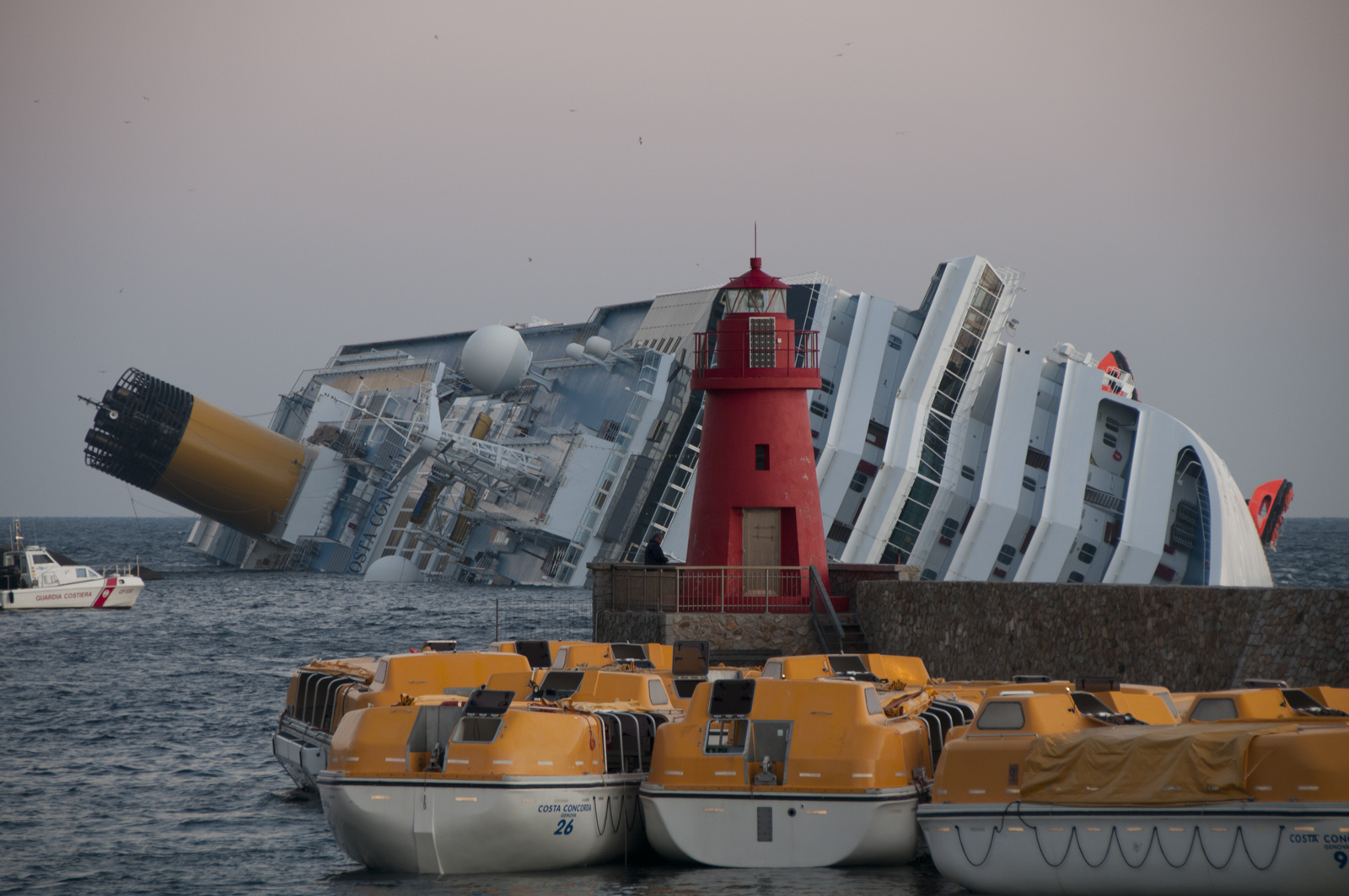
Échouement du Costa Concordia.

À  21 h 44 (UTC+1), le vendredi 13 janvier 2012, alors qu'il réalise une croisière hebdomadaire de sept jours en Méditerranée (Savone - Marseille - Barcelone - Palma de Majorque - Cagliari - Civitavecchia et retour direct à Savone) au large de la Toscane, le Costa Concordia, sous le commandement de Francesco Schettino, s'approche très près des côtes afin de pouvoir faire la « révérence », approche consistant à raser les côtes pour saluer les habitants. Mais durant cette manœuvre, le navire heurte un récif de l’îlot Le Scole situé le long de la côte orientale de l’île de Giglio, ce qui crée une brèche sur la carène du côté de son flanc gauche (bâbord) sur une longueur estimée entre 70 et 100 m où l’eau de mer va s’engouffrer très rapidement.
Au 22 mars 2012, le bilan est de trente-deux morts, dont deux disparus (une passagère italienne et un membre d'équipage indien). Puis l'un des deux corps sera retrouvé après le redressement du navire, et l'autre après l'allègement de l'épave.

## Suites du naufrage

### Redressement

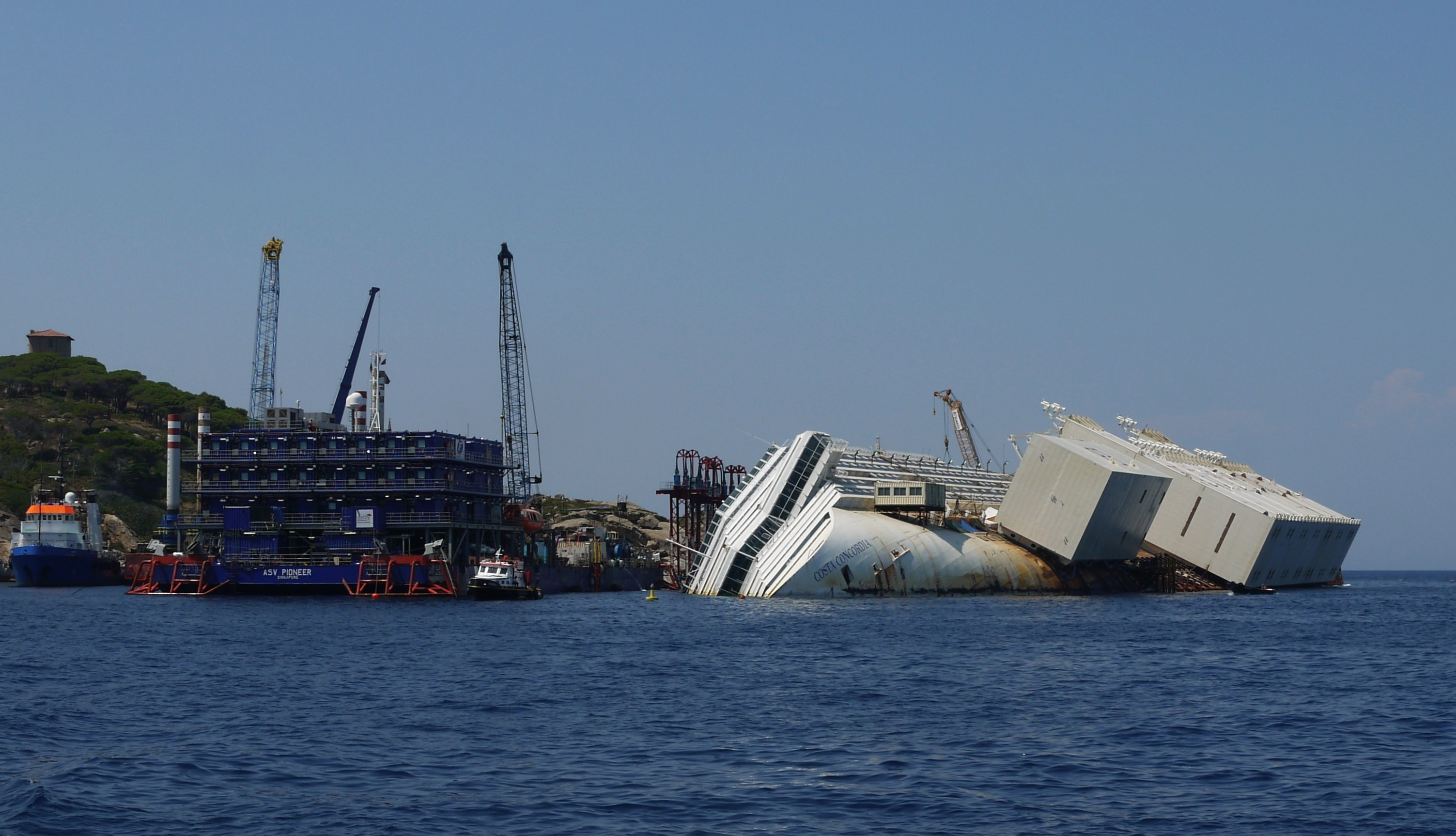
Ballasts arrimés à l'épave

Vingt mois après le naufrage, une opération de redressement a été commandée par la maison mère de l'armateur du navire (groupe Carnival Corporation & PLC) afin de tenter de redresser ce dernier pour le dégager des rochers sur lesquels il s'est échoué. Lorsque l'opération sera réussie, les préparatifs pour la remise à flot et le dégagement du navire commenceront.

La tentative de redressement débute le matin du 16 septembre 2013 à 9 h, avec un retard de 3 heures dû à des orages violents. Les meilleurs experts internationaux sont présents, sous le commandement de Nick Sloane (Titan-Micoperi),, lui-même expert en la matière. L'opération n'a jamais été tentée sur un navire de cette taille, ce qui en fait une première mondiale.

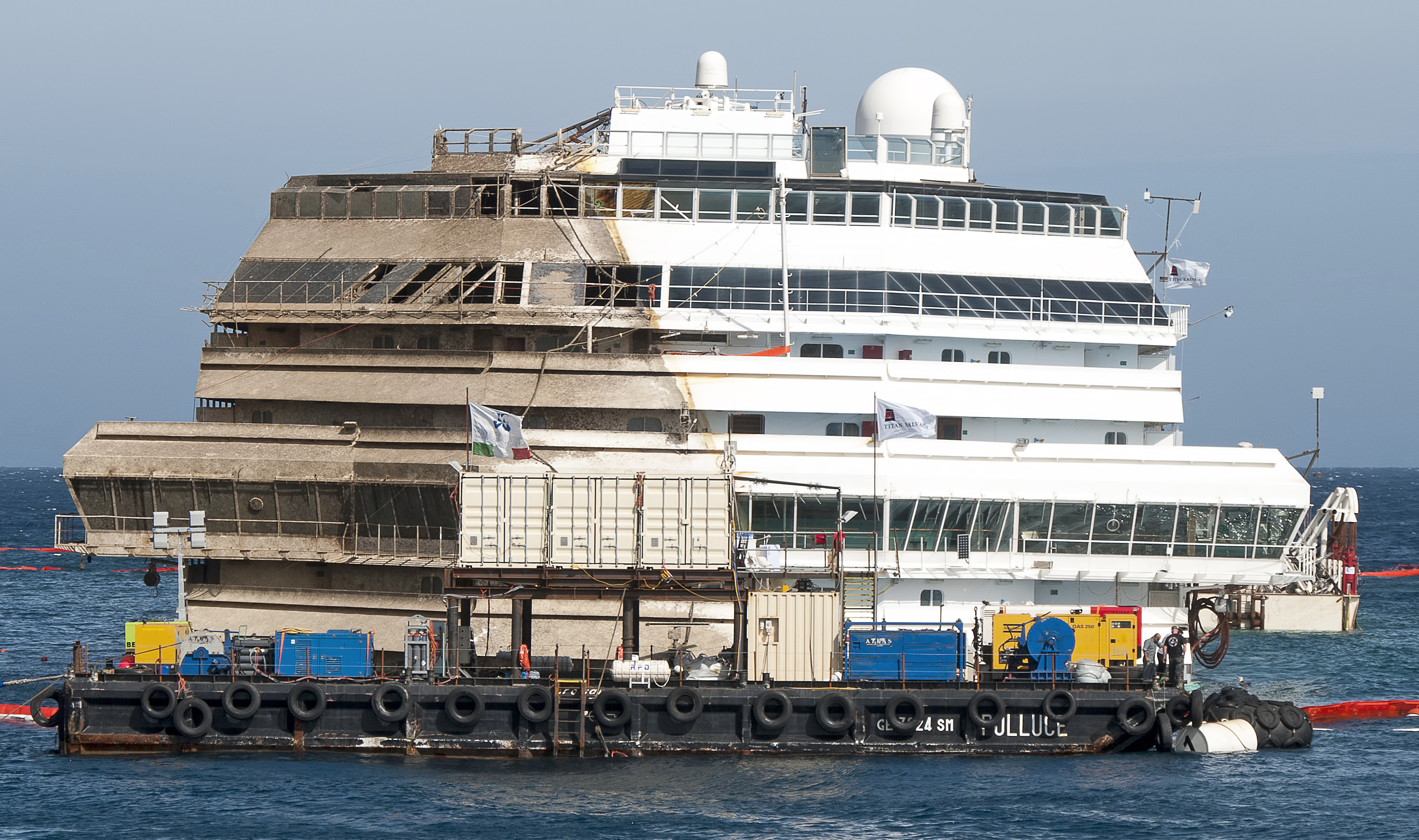
Le Costa Concordia redressé, le 17 septembre 2013.

Le budget de l'opération dépasse les 600 millions d'euros, soit plus que le coût initial du navire. Le 17 septembre 2013 à 4h du matin (2h GMT), l’opération de rotation est achevée, le bateau ayant atteint la verticale.
Selon des estimations, le coût total du renflouement (hors coût des destructions sur le navire lui-même et de son démantèlement) dépasse 824 millions d'euros, ce qui en fait le naufrage le plus cher de l'histoire de la navigation.

### Soulèvement après redressement
Dix mois après le redressement, le paquebot est soulevé grâce à plusieurs caissons géants installés des deux côtés du navire. Les caissons se remplissent d'air ; c'est ainsi que le navire flotte à partir du 14 juillet 2014. L'opération dure environ une semaine pour que le navire flotte d'un mètre au-dessus de la plateforme. Le navire devait être remorqué à Gênes le mardi 22 juillet 2014 mais, en raison d'une météo défavorable, l'opération est reportée au 23 juillet 2014. Le remorquage du navire est effectué sous haute surveillance afin de s'assurer qu'aucun dommage ne soit causé à l'environnement maritime.

### Remorquage puis démolition
Le paquebot est démoli à Gênes pour un coût d'environ 100 millions d'euros. À 8 h 30, le mercredi 23 juillet 2014, l'épave du Costa Concordia appareille, remorquée, à destination de Gênes pour un voyage de quatre à cinq jours. Plusieurs navires l'escortent jusqu'à Gênes, le surveillant de près pour réagir rapidement à la moindre anomalie. En France, la ministre de l'Environnement Ségolène Royal s'inquiète, car le paquebot passe près de la Corse. Le navire Jason de la Marine nationale française fait également partie de l'escorte.

### Démantèlement

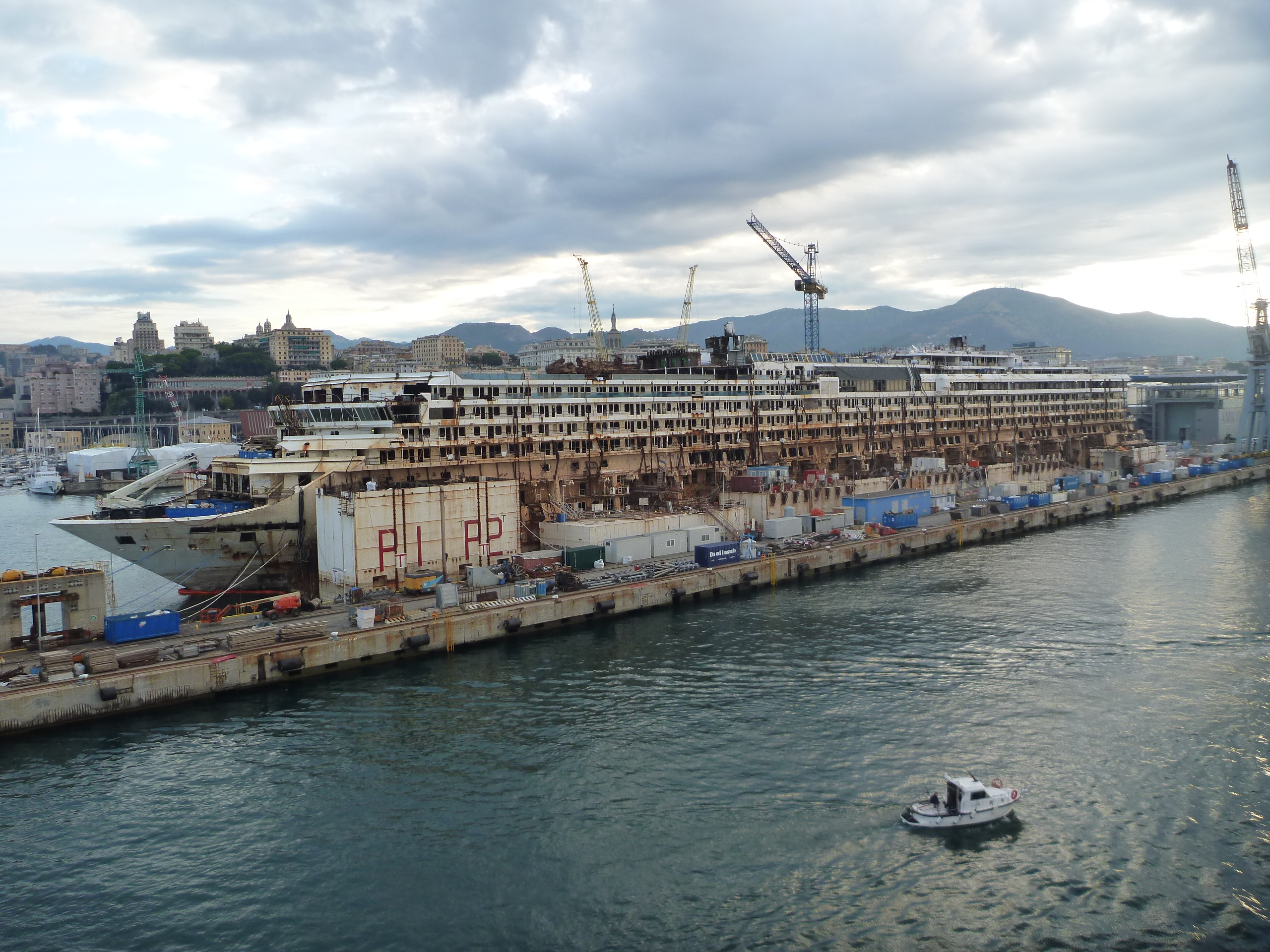
Le Costa Concordia en cours de démantèlement à Gênes, en 2015.

Selon les informations de Marco Mannella, qui suit l'affaire depuis le naufrage, la première partie du démantèlement des hautes parties supérieures et de la cheminée a débuté au quai de Pra Voltri à Gênes le 16 octobre 2014. Ensuite, le navire a été remorqué jusqu’au quai Ex-superbacino le 12 mai 2015 pour le démantèlement des ponts supérieurs. Le 1er septembre 2016, le reste de la coque a été remorqué dans la cale sèche "Dry dock 4" pour déconstruction. Au 3 juin 2017, il ne reste presque plus rien en tant que navire du Costa Concordia sauf des milliers de tonnes de ferraille.
San Giorgio del Porto, en partenariat avec Saipem, informe le 7 juillet 2017 que le démantèlement est terminé. Un million d'heures de travail ont été nécessaires à l'ouvrage. 350 techniciens ont participé au démantèlement. 90 % du navire a été recyclé, soit 53 000 tonnes. Il a fallu 4 000 voyages pour le transport des matériaux vers les centres de recyclages. 78 entreprises sous-traitantes, italiennes à 98 %, ont participé au chantier.

### Condamnations du commandant du Costa Concordia
Après une condamnation en première instance par le tribunal de Grosseto à 16 ans et 1 mois de prison le mercredi 11 février 2015, confirmée le 31 mai 2016 par la Cour d’appel de Florence, le capitaine Francesco Schettino se pourvoit en cassation auprès de la Cour suprême de Rome. Cette dernière confirme la sentence en appel de la Cour d’appel de Florence le vendredi 12 mai 2017. Francesco Schettino qui attend le verdict proche de la prison de Rebibbia à Rome se constitue immédiatement prisonnier. Sa peine de prison est de 15 ans 6 mois et 7 jours, du fait qu’elle tient compte de sa période d’incarcération provisoire après le naufrage et de sa période de résidence surveillée chez lui à Meta di Sorrento.

## Filmographie
Toutes les scènes maritimes de Film Socialisme de Jean-Luc Godard ont été tournées en 2009 sur le Costa Concordia.
Dans le film La Grande Belleza (2013, Paolo Sorrentino), le héros Jep Gambardella, incarné par Toni Servillo, se rend sur l'île de Giglio voir l'épave du Costa Concordia à la demande de son éditrice.

## Musique
Le groupe Feu! Chatterton consacre sur l'album Ici le Jour (a tout enseveli) la chanson « Côte Concorde » à la tragédie du Costa Concordia.